# Live at Inglewood 1968
Albums de Deep Purple
Live in Paris 1975
(2001) Space Vol 1 & 2
(2004)
Live at Inglewood 1968 est un album de Deep Purple sorti en 2002.
Ce concert a été enregistré le 18 octobre 1968 au Forum d'Inglewood, dans la banlieue de Los Angeles. Il s'agit d'un des rares enregistrements de la première formation du groupe (Mark I), et l'unique officiel à ce jour. Deep Purple assurait alors la première partie de la tournée d'adieu de Cream, ce qui explique sa courte durée (moins d'une heure).
Ce concert a longtemps circulé au format bootleg avant d'être commercialisé par Purple Records en 2002 sous le titre Inglewood - Live at the Forum (PUR 205). Épuisé, il a été réédité en 2009 sous un nouveau titre, dans le cadre de la série Official Archive Collection.

## Titres
1. Hush (Joe South) – 4:44
2. Kentucky Woman (Neil Diamond) – 4:42
3. Mandrake Root (Blackmore, Evans, Lord) – 9:36
4. Help (Lennon, McCartney) – 5:33
5. Wring that Neck (Blackmore, Simper, Lord, Paice) – 6:00
6. River Deep, Mountain High (Jeff Barry, Ellie Greenwich, Phil Spector) – 9:18
7. Hey Joe (Roberts) – 7:57

## Musiciens
- Ritchie Blackmore : guitare
- Rod Evans : chant
- Jon Lord : claviers
- Ian Paice : batterie
- Nick Simper : basse